# Campionato svizzero di calcio a 5 2005-2006
Il Campionato svizzero di calcio a 5 2006-2007 (National Futsal League 2005-2006) è stato il terzo Campionato svizzero di calcio a 5, disputato durante la stagione 2006/2007. La prima fase si è composta di due gironi per un totale di 15 squadre, che hanno designato le quattro partecipanti ai playoff incrociati giocati a Horgen il 25 febbraio e 26 febbraio 2006. La vittoria finale è stata ad appannaggio del Uni Futsal Team Bulle al secondo titolo nazionale.

## Playoff

### Semifinali
| 26 febbraio 2006 | SL Benfica Rorschach Futsal Club | 10 – 6 | FC Peseux Comète |  |

| 26 febbraio 2006 | FC Seefeld Zürich | 3 – 9 | Uni Futsal Team Bulle |  |

### Finale
| 26 febbraio 2006 | SL Benfica Rorschach Futsal Club | 5 – 8 | Uni Futsal Team Bulle |  |